# Taras Ševčenko
Taras Grigorovič Ševčenko  (ukrajinsko Тара́с Григо́рович Шевче́нко), ukrajinski pesnik, pisatelj, umetnik, politik in tudi folklorist ter etnograf,* 9. marec 1814, † 10. marec 1861.

## Življenje in delo

### Otroštvo in mladost
Taras Grigorovič Ševčenko se je rodil 9. marca leta 1814 v vasi Morinci v Zvenigorodskem okraju Kijevske gubernije. Ko je bil star devet let, je umrla njegova mati, dve leti pozneje pa še oče, tako da je odraščal v revščini in bedi. Nekaj časa ga je učil vaški duhovnik in že v zgodnji mladosti je pokazal veselje in nagnjenje do slikanja. Slikarstvu se je posvečal vse življenje. Ko je bil star 14 let, je postal služabnik pri svojem zemljiškem gospodarju Engelhardtu, ki je hotel, da Ševčenko postane njegov domači slikar. Jeseni leta 1822 se je začel učiti pisati pri lokalnemu dekanu Sovgirju in je bil večkrat pretepen za »zapravljanja časa« za risanje. Ševčenko je potoval z Engelhardtom v Vilno in Sankt Peterburg, kjer ga je gospodar leta 1832 izročil v slikarsko vzgojo V. Širjajevu.

### Odkupnina
Pri Širjajevu se je mladi slikar seznanil z umetnikom I. M. Sošenkom in s pesnikoma Jevgenom Grebinko in Vasilijem Žukovskim. To poznanstvo je bilo za nadaljnjo Ševčenkovo usodo zelo pomembno, saj mu je pripomoglo k odkupu (Ševčenko je bil Engelhardtova lastina), k pridobitvi osebne svobode. Preko njih se je Ševčenko seznani tudi s slavnim slikarjem in profesorjem Karlom Brjulovom. Spomladi leta 1838 sta se Brjulov in Žukovskij odločila odkupiti mladega pesnika. Engelhardt je zahteval veliko vsoto, in sicer 2.500 rubljev. Denar sta zbrala, ko je Brjulov naredil portret Žukovskega, ki je bil na dražbi prodan cesarski družini. Ševčenko pa odkupljen 22. aprila 1838, tedaj je imel 24. let.

### Umetniška akademija v Peterburgu
Osvoboditev je Ševčenku omogočila vpis na umetniško akademijo, kjer se je kot učenec slikarja Brjulova seznanil s takratnimi tehnikami slikanja, trikrat je bil nagrajen s srebno medaljo, leta 1844 pa je šolanje na umetniški akademiji v Peterburgu končal. V času šolanja v Peterburgu, proti koncu tridesetih let, je začel pisati pesmi. S posredovanjem Jevgenija Grebinke je bilo leta 1840 objavljenih osem romantičnih  pesmi v zbirki z znamenitim naslovom »Kobzar«, kar pomeni ljudski pevec, goslač.
Zbirka je vsebovala le osem pesmi: »Katarina« (1838), »Topol« (1839), »Dumka« (»Zakaj mi črne obrvi«), »Misel«, (1838), »Perebendja« (»Perebednia«, 1839), »Tarasova noč« (1838), »Na Osnovanenka« (1839), »Ivan Pidkova« (1839), »Dume moje, moje misli, v težavah sem z vami« (1840), ki je napisana posebej za to zbirko in je neke vrste epigraf ne le za to izdajo, temveč za vsa dela Tarasa Ševčenka.
Prva zbirka Tarasa Ševčenka je dobila v ukrajinski književnosti takšen pomen kot Prešernove Poezije v slovenski literaturi: sprožila in spodbudila je oblikovanje in razraščanje ukrajinske nacionalne literature, katere začetki segajo daleč nazaj v čase nastajanja ljudske poezije, ki jo je Ševčenko v umetni obliki nadaljeval. 
Iz romantičnega izročila je Ševčenkova poezija prerasla v realizem, ki pa mu ne manjka poetičnosti in lirizma. Leto dni po objavi »Kobzarja« je Ševčenko objavil zgodovinsko epsko pesem »Gajdamaki« (1841) in v njej upodobil eno izmed poglavij ukrajinskega ljudstva v njeni razgibani in krvavi zgodovini, in sicer boj ukrajinskega naroda proti poljskemu iz leta 1768. Balado »Gamalija« pa je objavil leta 1844, v središču zgodbe je pomorska bitka Kozakov pod vodstvom otamana (hetmana) Gamalije v Istambulu, da bi osvobodil ujete Kozake. Hkrati z opevanjem poguma Kozakov in globokega občutka za dolžnost pesnik poudarja občutek velike ljubezni do rojstne dežele Kozakov v Ukrajini.

Poleti leta 1842 je Ševčenko s pomočjo pesmi »Katarina« naslikal oljno sliko istega imena, ki je postala najbolj znano delo ukrajinskega slikarstva.
Skupaj je Taras Ševčenko napisal 237 pesmi, od tega 235 v ukrajinščini in dve v ruščini. 

### Prvi izlet v Ukrajino
Med študijem in življenjem v Sankt Peterburgu je Ševčenko trikrat obiskal Ukrajino (leta 1843, 1845 in 1846), kar je imelo nanj velik vpliv. Tam je obiskal brate in sestre ter druge sorodnike, se srečal z uglednimi ukrajinskimi pisatelji in intelektualci (npr. J. Grebinkom, P. Kulišem in M. Maksimovičem) in se spoprijateljil s kneževsko družino Repnin, še posebej z Varvaro Repnino. Med oktobrom in decembrom leta 1843 je bil v Jagotinu pri Repninu, kjer je po naročilu Alekseja Kapnista preslikal dve kopiji portreta Nikolaja Repnina švicarskega slikarja J. Horununga. En portret je shranjen v Narodnem muzeju Tarasa Ševčenka v Kijevu, drugi v Ermitažu.
Po vrnitvi v Ukrajino je Ševčenko veliko potoval po deželi, pisal in slikal in med drugim objavil zbornik risb »Slikovna Ukrajina« (1844) ter nekaj političnih satir, naperjenih proti takratni caristični samovolji. Leta 1844 je bil z dodatkom pesmi »Gajdamaki« objavljen ponatis prve izdaje »Kobzarja«. V istem letu je Ševčenko napisal satirično politično pesem »Sen« (»Vsak ima svojo usodo«), ki kritizira avtokratski sistem ruskega cesarstva.  

### Drugi izlet v Ukrajino
31. marca leta 1845 je Ševčenko zapustil Sankt Peterburg in šel v Kijev. Kot uslužbenec Kijevske arheološke komisije je potoval po Ukrajini, zbiral folklorno in etnografsko gradivo.
V jeseni in pozimi 1845 je Ševčenko napisal naslednja dela: »Ivan Gus«, »Slep«, »Velika klet«, »Kavkaz«, »In mrtvim in živim...«, »Davidovi Psalmi«. Zelo bolan je leta 1845 napisal pesem »Oporoka«, ki je spodbujala revolucionarnemu boju za osvoboditev. Vsebine niso bile natisnjene, zato jih je Ševčenko v zvezku z naslovom »Tri poletja« natisnil sam (1843–1845).

### Ujetje in izgnanstvo
Leta 1846 se je pridružil Ciril Metodovemu bratstvu, skrivnemu političnemu združenju, ki ga je ustanovil ukrajinski patriot Nikolaj Kostomatov, profesor na kijevski univerzi. Gesla te politične organizacije so bila demokratična, temelječa na nacionalni osnovi in na povezavi med slovanskimi narodi. 27. novembra leta 1846 je Ševčenko postal učitelj risanja na kijevski Univerzi svetega Vladimirja (zdaj Kijevska nacionalna univerza Tarasa Ševčenka).                                                                                                                                
Marca 1847 so se začele aretacije članov bratstva. Ševčenko je bil aretiran 5. aprila 1847, ko se je vrnil v Kijev. Zasegli so njegovo pesniško zbirko »Tri poletja« in ga v spremstvu poslali v Sankt Peterburg. Tam je bil zaprt v kazematu tretjega cesarskega oddelka. V dveh mesecih v zaporu je Ševčenko napisal pesmi, ki so jih kazneje združili v cikel »V kazimatu«, ki med drugim vsebuje pesmi »Večer« (opis spomladanskega večera in družinske večerje v ukrajinski vasi) in »Vseeno mi je« (pesnik razmišlja nad težko usodo svoje države, ima občutek poguma, duhovne moči in nepremagljivosti, torej predanost domovini in narodu).
Ševčenko je bil obtožen zaradi pisanja pesmi v ukrajinščini in za celo desetletje izgnan v Orenburg. Sam car Nikolaj I. je k nalogu za izgnanstvo pripisal: »Pod najstrožjim nadzorstvom, s prepovedjo, da bi risal in pisal«.
Nekaj olajšanja je v to mučno izgnanstvo vnesla udeležba v ekspediciji, ki je leta 1848 raziskovala Aralsko morje. Ševčenka je poveljnik v odpravo vključil kot slikarja, v tem času je ustvaril več kot 350 krajin in portretov v akvarelu. Bivanje na otoku Kos-Aral je bilo za umetnika zelo produktivno. Poleg številnih risb, akvarelov in sepia je napisal pesmi »Kralji«, »Tatarivna«, »Marija« in več kot 70 drugih, ki izražajo njegovo čustveno stanje.
Aprila 1850 je bil Ševčenko zaradi spleta okoliščin in ovadbe nekega oficirja ponovno aretiran in za sedem let zaprt v Novopetrovski trdnjavi, vendar je z dovoljenjem poveljnika trdnjave lahko pisal. Prijatelji Ševčenka so se pritožili nad njegovo aretacijo, vendar je bila peticija šele leta 1857, dve leti po smrti cesarja Nikolaja I, uspešno priznana, pesnik pa je bil izpuščen iz izgnanstva.

### Tretji izlet v Ukrajino
Ko je dobil dovoljenje, se je Ševčenko poleti leta 1859 vrnil v Ukrajino. Tam si je želel kupiti kos zemlje in si ustvariti družino, kar pa se mu ni izpolnilo. Zaradi njegove v ukrajinščini napisane politične literature so ga ponovno zaprli, tokrat že tretjič.

### Zadnja leta življenja in smrt
Do zadnjega dne življenja je bil pesnik pod tajnim nadzorom policije, vendar je kljub temu ustvaril veliko novih del. Ševčenkove pesmi so bile objavljene v Leipzigu leta 1859. Januarja leta 1861 je izdal knjigo »Bukvar«, priročnik za poučevanje v nedeljskih šolah Ukrajine. 2. septembra 1860 je bil skupaj z drugimi umetniki priznan kot akademik graviranja.
V času, ko je bil bolan, je Ševčenko sodeloval pri pripravi prve izdaje revije »Osnova«, ki je bila izdana še v času njegovega življenja. Pred smrtjo je na samoportret iz leta 1860 s svinčnikom napisal svojo zadnjo pesem »Ne pusti nas, slabega«.
V zadnjih letih se je Ševčenko boril z revmo, srčno okvaro in cirozo jeter in 10. marca leta 1861 je umrl. 13. marca je bil pokopan na Smolenskem pravoslavnem pokopališču v Sankt Peterburgu. Po 58 dneh so pepel Ševčenka prenesli v Ukrajino. 20. maja leta 1861 so z ladjo »Kremenčuk« žaro peljali iz Kijeva v Kaniv in 22. maja je bil pogreb na Černeči gori.

## Ševčenko v Sloveniji
V Sloveniji se v Štanjelu na rojstni hiši Jožeta Abrama (ti. Grajžarjeva domačija) nahaja doprsni kip Ševčenka, ki je bil postavljen leta 2010. Abram je v slovenščino prevedel Ševčenkov Kobzar in Hajdamaki, v Štanjelu pa tudi ustanovil društvo Zaporoška Sič, ki je vzdrževalo odnose med Slovenci in Ukrajinci. Kip stoji poleg kipa Abrama, oba delo Mirsada Begića, pod njim pa piše »T. Ševčenko, 1814 - 1861, ukrajinski pesnik, slikar in humanist«. Vsako leto se marca ob prazniku rojstva Ševčenka na domačiji zbirajo predstavniki Ukrajinske diaspore v Sloveniji.